# 天主教聖克洛德教區
天主教聖克洛德教區（拉丁語：Dioecesis Sancti Claudii）是法國一個羅馬天主教教區，屬貝桑松總教區。
教區成立於1742年1月22日，1801年據《1801年教務專約》被撤銷。1822年10月6日恢復。
教區位於汝拉省，2010年有教友183,000人（佔轄區總人口70.9%）、六十七個堂區、122名司鐸。教區主教現時出缺。